# Risle
A Risle folyó Franciaország területén, a Szajna bal oldali mellékfolyója.

## Földrajzi adatok
A folyó a Orne megyében ered, és Berville-sur-Mer-nél Eure megyében, tölcsértorkolattal ömlik a Szajnába. A hossza 144,6 km, vízgyűjtő területe 2341 km², míg az átlagos vízhozama 14 m³ másodpercenként.
Mellékfolyója a Charentonne.

## Megyék és városok a folyó mentén
- Orne: L’Aigle
- Eure: Rugles, Beaumont-le-Roger, Brionne, Montfort-sur-Risle és Pont-Audemer.